# Der Junge und der Reiher
Der Junge und der Reiher (jap. 君たちはどう生きるか, Kimitachi wa Dō Ikiru ka, dt.: Wie lebt ihr?; Schweizer Verleihtitel: The Boy And The Heron) ist ein Anime-Film von Hayao Miyazaki. Der Film erzählt vom Jungen Mahito während des Pazifikkriegs, der nach dem Tod seiner Mutter eine fantastische Welt betritt. Der Titel ist dem gleichnamigen Jugendroman von Genzaburo Yoshino aus dem Jahr 1937 entlehnt, der im Film eine kleine Bedeutung bekommt. Bei den 96. Academy Awards gewann der Film den Oscar als „Bester Animationsfilm“.

## Handlung
Im Jahr 1943 kommt Hisako Maki (jap. 牧 ヒサコ Maki Hisako) bei einem Brand in einem Krankenhaus in Tokio während des Pazifikkrieges um. Ihr Sohn Mahito (jap. 牧 眞人 Maki Mahito) ist zwölf Jahre alt und ihr Mann, Shoichi Maki (jap. 牧 勝一 Maki Shōichi), leitet eine Rüstungsfabrik. Nach dem Tod seiner Frau heiratet er Natsuko (jap. 夏子), Hisakos jüngere Schwester. Die Familie flieht aufs Land.
Mahito fällt es schwer, sich in sein neues Umfeld zu integrieren, er träumt vom Feuertod seiner Mutter und das Verhältnis zu der bereits schwangeren Natsuko ist angespannt. Auf dem Anwesen lebt ein merkwürdiger Graureiher, der sprechen kann – es ist ein koboldähnliches Wesen (ein Tengu). Dieser führt Mahito zu einem Turm im Wald, nicht weit vom Anwesen entfernt, und behauptet, dass Mahitos Mutter im Turm noch lebe und Hilfe brauche. Doch die Hausdamen halten Mahito davon ab, den Turm zu betreten. Der Turm sei kein Menschenwerk, vielmehr sei er einst vom Himmel gekommen wie ein Meteor, und das Gebäude habe ein ehemaliger Gutsherr, der Urgroßonkel von Mahito, nur um ihn herum errichten lassen.
In der Schule hat Mahito sich mit einem anderen Jungen geprügelt. Auf dem Heimweg fügt er sich selbst eine Kopfverletzung zu und erreicht so, von der Schule befreit zu werden. Dieser Betrug belastet sein Gewissen zunächst nicht. Während er sich zu Hause erholt, verschwindet Natsuko. Offenbar ist sie ebenfalls im Turm. Mahito und die alte Hausdame Kiriko (jap. キリコ) betreten nun den Turm. Der Graureiher hat dort eine Imitation von Hisako erstellt, um Mahito zu täuschen, und es kommt zur Konfrontation zwischen den beiden. Nachdem der Graureiher im Kampf verletzt wird, schreitet ein unbekannter Magier ein und trägt dem Reiher auf, Mahito bei der Suche nach Natsuko zu unterstützen. Der Junge und Kiriko werden vom Boden verschlungen und finden sich in einer magischen Welt wieder.
Hier trifft er auf eine junge Kiriko, die in dieser Welt als Fischerin in Gesellschaft der Toten und der Warawara lebt, ungeborenen Menschenseelen, die sie füttert. Als ein Schwarm hungriger Pelikane die Warawara angreift, erscheint die Feuermagierin Himi (jap. ヒミ) und vertreibt die Vögel. Nach Kirikos Rat und Vermittlung begeben sich Mahito und der Graureiher auf die Reise zu einer Burg, die dem Turm gleicht („Es gibt diesen Turm in jeder Welt“), um Natsuko zu finden. Sie überwinden eine Gruppe fleischfressender menschengroßer Sittiche, werden aber voneinander getrennt. Dafür trifft Mahito erneut auf die Feuermagierin Himi – sie ist das jüngere Selbst seiner Mutter. Die beiden finden Natsuko. Doch die weigert sich, den Ort zu verlassen, und ihr Zorn beschwört einen Sturm von Papierstreifen heraus. Im Kampf, zu ihr durchzudringen, akzeptiert Mahito Natsuko als seine Mutter. Himi kann ihn mit ihrem Feuer retten. Doch beide brechen vor Erschöpfung zusammen und werden von den Sittichen gefangen. Im Traum trifft Mahito auf seinen Urgroßonkel, den Erbauer und Herr des Turmes. Mit der Magie des Turmes erschafft und kontrolliert er die Anderswelt. Er bittet Mahito, seine Nachfolge anzutreten, denn nur ein Blutsverwandter könne das tun. Doch Mahito lehnt ab, da er in den Bauklötzen, mit denen der Alte die Welt in Balance hält, die Boshaftigkeit des Turms fühlt. Die Anderswelt ist voller Unglück, jeder kämpft dort um sein Überleben.
Nach dem Erwachen wird Mahito vom Graureiher gerettet, ehe die Riesensittiche ihn verspeisen können. Beide verfolgen den König der Sittiche, der Himi dem Magier im Tausch für die Kontrolle über die Welt anbieten möchte. Alle treffen zusammen. Der Urgroßonkel bietet Mahito neue Bauklötze frei von Bosheit an. Damit könnte er die Anderswelt schöner und friedlicher neu erschaffen. Doch Mahito lehnt auch diese Bausteine ab, da er selbst kein reines Herz habe, und verweist auf die Narbe an seiner Schläfe. In der normalen Welt gibt es Dummheit und Bosheit, aber dort wird er auch Freundschaft finden. Der Sittich ergreift, stapelt und zerstört die magischen Steine, worauf die Anderswelt zu zerfallen beginnt. Alle fliehen in einen Flur mit zahllosen Türen, die in verschiedene Zeiten und Welten führen, Tür 132 nach Japan. Himi und Kiriko müssen in ihre eigene Zeit zurückkehren. Mahito und Natsuko kehren in ihre Welt zurück und umarmen den Vater, der sie bereits verzweifelt gesucht hat. Mit ihnen retten sich auch der Reiher und viele Bewohner aus der Anderswelt nach Japan (wobei aus den menschenfressenden Riesensittichen ganz normale Sittiche werden). Zwei Jahre nach dem Ende des Zweiten Weltkrieges zieht die Familie zurück nach Tokio.

## Produktion
Nach der Veröffentlichung des Films Wie der Wind sich hebt kündigte Koji Hoshino (jap. 星野康二 Hoshino Kōji), der damalige Präsident von Studio Ghibli, auf den Internationalen Filmfestspielen von Venedig das Karriereende des Regisseurs Hayao Miyazaki an, was von Miyazaki selbst auf einer Pressekonferenz in Tokio am 6. September 2013 bekräftigt wurde.
Erste Pläne für das neue Projekt gab Miyazaki jedoch bereits im November 2016 in einer japanischen Fernsehsendung bekannt, damals noch mit dem Wunsch, den Film bis 2019 fertigzustellen. Miyazaki hatte im Juli 2016 angefangen, Storyboards für das Projekt zu zeichnen. Laut dem Produzenten des Films, Miyazakis langjährigem Weggefährten Toshio Suzuki, kehrte Miyazaki seinem Enkel zuliebe aus dem Ruhestand zurück, der gesagt haben soll: „Großvater wird diese Welt verlassen, doch seine Filme bleiben erhalten.“ Im Mai 2017 schrieb Studio Ghibli projektbezogene Stellen für Animatoren mit Arbeitsbeginn am 1. Oktober aus. Die Animationen wurden, wie bei Ghibli üblich, von Hand gezeichnet.
Im Oktober 2017 wurde bei einer Veranstaltung an der Waseda-Universität der Filmtitel verkündet: Kimitachi wa Dō Ikiru ka (jap. 君たちはどう生きるか), der Titel des gleichnamigen Jugendromans von Genzaburō Yoshino. Ähnlich wie Miyazakis vorheriger Spielfilm Wie der Wind sich hebt eine Hommage an Paul Valéry beinhaltete, sollte dieser Film ganz im Sinne seiner Literaturvorlage stehen, zumal der Regisseur den Roman von Yoshino als einen der prägendsten seiner Kindheit bezeichnete. Direkt nach der Ankündigung des Films erlebte das Buch eine merkbare Verkaufswelle und wurde erstmals ins Englische übersetzt. So spiegeln Teile der Geschichte die Grundzüge des philosophischen Jugendromans von 1937, sind aber keine Adaption dessen. Darüber hinaus enthält der Film Verweise auf weitere literarische und künstlerische Werke wie Dantes Inferno oder, in der ersten Landschaft der Unterwelt, an Die Toteninsel von Böcklin. Darüber hinaus gibt es Einflüsse aus dem klassischen Science-Fiction-Kino, von japanischer Mythologie bis zur griechischen Sagenwelt. Der Beginn des Films nimmt auf autobiografische Erfahrungen Miyazakis Bezug: Auch sein Vater arbeitete in der Luftfahrtindustrie, auch seine Familie floh während des Zweiten Weltkriegs aus Tokio aufs Land. Doch Miyazaki ist jünger als der Protagonist und seine Mutter starb nicht im Krieg. Diese nur geringen Anklänge an autobiografisches sind für Miyazaki typisch. Ebenso üblich für Miyazakis Filme ist, dass das Verhältnis vom Mensch zur Natur eine bedeutende Rolle spielt, ebenso wie eigenständige Frauen und Mädchen. Ungewöhnlich ist, dass in diesem Film ein Junge als Protagonist durch die Geschichte führt.
Auch nach der Fertigstellung von Der Junge und der Reiher arbeitet Miyazaki weiterhin an neuem Filmmaterial.

## Veröffentlichung
Der Produzent Toshio Suzuki entwickelte die riskante Strategie, den Film in Japan vollständig ohne traditionelles Marketing oder Teaser-Trailer zu veröffentlichen. Trotz einiger Zweifel von Hayao Miyazaki hielt Suzuki an seiner Einstellung fest, der moderne Kinogänger werde von selbst das Interesse an dem Werk finden. Die einzige Reklame vor dem Kinostart am 14. Juli 2023 war ein Poster, das den Graureiher abbildete.
Nachdem der Film in den japanischen Kinos angelaufen war, gab der US-amerikanische Filmverleih GKIDS den offiziellen englischen Titel The Boy and the Heron bekannt. Am 7. September 2023 hatte der Film auf dem Toronto International Film Festival seine internationale Premiere. Auf dem Zurich Film Festival und auf der Viennale war er ebenfalls zu sehen.
In der Deutschschweiz lief der Film am 23. November 2023 an. Er trägt dort den englischen Titel The Boy and the Heron. In Deutschland und Österreich startete Der Junge und der Reiher am 4. Januar 2024 in den Kinos. Die Verleihrechte liegen in Deutschland bei Wild Bunch Germany, in Österreich bei Polyfilm und in der Schweiz bei Frenetic Films.

## Rezeption
Der Film startete in Japan mit einem Rekord-Einspielergebnis von 13,2 Millionen US-Dollar.

### Kritiken
Aufgrund der siebenjährigen Produktionsdauer des Films und Miyazakis Alter von 82 Jahren bei dessen Veröffentlichung wurde Der Junge und der Reiher in Medienberichten als der vermutlich letzte Langfilm von Hayao Miyazaki bezeichnet, der zuvor mehrmals seinen Ruhestand angekündigt hatte. Erste Kritiken fielen stark positiv aus, wobei insbesondere die reifen Themen, typisch Ghibli-hafte Atmosphäre und die traditionelle 2D-Animation als herausragend hervorgehoben wurden. Das Internetmagazin Polygon bezeichnete den Film ferner als wunderschönen Abschiedsbrief des Regisseurs an die Film- und Literaturwelt. Der Film sei eine Meditation über Trauer und über das Erwachsenwerden, urteilt der Rolling Stone, die zeige, Miyazaki sei der größte lebende Animationsregisseur weltweit. Die spanische Zeitung El Mundo feierte den Film: „Hayao Miyazaki verabschiedet sich mit einem Wunder außerhalb der Zeit“. Im IndieWire Critics Poll des Jahres 2023 landete Der Junge und der Reiher unter den internationalen Filmen auf dem dritten Platz.
Anlässlich der Schweizer Premiere schrieb die NZZ, der Film biete sowohl autobiografische Elemente als auch die für Miyazaki typischen „schillernden Traumwelten“ und „hypnotischen Momente“. „Bilder und Szenen sind steten formalen Metamorphosen unterzogen, Rhythmus und Figurengestaltung scheinen ausschliesslich das Unterbewusstsein zu spiegeln. Die chromatischen Explosionen, die sich auf der Leinwand entladen, alternieren mit metaphorischem Dunkel, das dem Film einen pessimistischen Grundton verleiht“. Der Film bleibe an der Schwelle von Jugend zum Erwachsenwerden stehen. „Die Suche nach der Mutter verfliesst mit der Akzeptanz ihres Todes, was zu einer teilweise expliziten Bildsprache führt“. Beunruhigend sei auch die Armee von Wellensittichen und die aggressiven Pelikane. Die Handlung „im aquatischen Umfeld und in phantastischen, von schwerelosen Wesen bevölkerten Zwischenwelten“ könne die Orientierung des Publikums erschweren, lasse dem kreativen Potential aber freien Lauf. Der Film erweise sich als „Talentdemonstration: Miyazakis genauer Blick für die Filmsprache lässt ihn Räume mit endloser Tiefenschärfe entwerfen. In den naturalistischen Nahaufnahmen wiederum kommt eine atemberaubende Detailgetreue zum Ausdruck. Viele Szenenbilder – die Wasserlandungen des Reihers, die Füsse des Jungen, die sich im Schlamm verfangen, die rote Rose, die krachend auf die Fliesen fällt – besitzen eine vibrierende Präsenz, wie sie wohl nur von der Handzeichnung produziert werden kann.“ Streckenweise könnten die mäandernden Bilderwelten hermetisch und schwer lesbar erscheinen. Halt würden viele Verweise auf die früheren Filme Miyazakis geben.
Der SRF nennt den Film „eine versponnen fantastische Reflexion über Leben und Tod, über Existenz und Zeit“ und „ein würdiger Abschluss des Lebenswerks“, mit „Bildwelten ebenso detailgetreu wie dynamisch“. Entstanden sei „ein zauberhaftes, nicht nur visuell überbordendes Meisterwerk“ mit großartiger Figurenwelt. „Letztlich aber geht es wie in so vielen Filmen Miyazakis darum, dass ein verlorenes, trauriges Kind Trost, Ablenkung und Heilung findet in einer überbordenden Fantasiewelt“.
In Deutschland war der Film einer der erfolgreichsten Neustarts in den deutschen Arthousekinocharts. Der Bayerische Rundfunk beschreibt den Film als großartig gezeichnet und ein Zeugnis der Schönheit handgezeichneter Filme: „Dieser Film ist so detailliert und sorgfältig wie schon lange kein Ghibli-Film mehr“. Die Geschichte aber sei schwach. „Es wirkt, als würde Miyazaki sich ständig selbst zitieren, ohne wirklich zu wissen, was er erzählen will“. Die Elemente fügten sich nicht zusammen, Miyazaki überrasche nicht mehr, sondern zitiere sich nur und zerstöre dabei die Offenheit seiner Geschichten. Die Auflösung der Begegnung mit der noch jungen Mutter am Ende sei brachial und kitschig wie noch nie in einem Ghibli-Film. So sei Der Junge und der Reiher „leider ein zwar schön gezeichneter, aber banaler Film“. Bei der Taz wird der Anime als „fantasievolles Alterswerk“ mit blinden Flecken beurteilt. Der Zauber des Films liege in „wunderbaren Landschaften und wundersamen Wesen, denen die spielerische Seite von Miyazakis Animation Leben einhaucht. Es ist in seiner überbordenden Fantasie ein eindrucksvoller Film.“ Geschichtsbewusste Zuschauer mögen sich daran stören, dass Miyazaki hereinbrechende Bombardierungen und deren Folgen sowie die Allgegenwart des Militärs in der Zeit der Handlung zeigt, jedoch Hintergründe und Ursachen außen vor lässt. Die problematischen Elemente dominierten jedoch nicht den Film. In diesem festigt Mahito „auf seinem Umherirren durch die Welten seinen moralischen Kompass, findet Güte und Urteilsfähigkeit und genügend Selbstwertgefühl für das weitere Leben in der Welt außerhalb des Turms.“ Man könne den Film als Alterswerk verstehen, „das das Wagnis eingeht, zu versuchen, in Mahitos Jugendabenteuer unzählige Bedeutungsschichten zu überlagern und autobiografische mit fantastischen Elementen zu kombinieren.“ Nicht immer griffen die Elemente ineinander und die Handlung holpere gelegentlich, aber der Versuch sei sehenswert.
Auch in Die Zeit lobt Jens Balzer die Animationsqualität: „jede Szene ist beseelt mit der Zärtlichkeit der klassischen Animationskunst, der Miyazaki hier zu ihrem vielleicht letzten Triumph verhilft. Kein computergeneriertes Bild bricht das Fließen, keine gerade Linie, keine monochrome Fläche, alles schwirrt, schillert, wimmelt, alles fliegt davon“. Der Film schließe inhaltlich an Wie der Wind sich hebt an, handele vom Abschiednehmen und dem Weiterleben nach dem Schmerz durch eine endgültige Trennung. Die Mutter Mahitos mache Miyazaki „zum Symbol für einen unwiederbringlichen Verlust: für den Verlust der Kindheit, der Unschuld, des Behütetseins. Und am Ende steht die Erkenntnis, dass die Vergangenheit, auf die sich Nostalgie richtet, nie existiert hat, sondern ein Wunschbild ist.“ Der japanische Titel, der der viel passendere sei, stelle die richtige Frage: „Wie lebt ihr, wie geht ihr mit den Verlusten um, die sich in jedem Moment eures Lebens ereignen und die sich, je älter ihr werdet, immer höher auftürmen?“ Die Geschichte wirke die erste halbe Stunde „sehr schwerfällig und bedrückend“ und insgesamt sperriger als Miyazakis Klassiker, so die Rheinische Post. Die Magie, für die das Studio bekannt sei, werde erst danach entfesselt, und es „offenbaren sich unter der tristen Oberfläche liebevoll gestaltete Charaktere, farbenfrohe Landschaften und Szenen voller Magie. Miyazaki inszeniert seine Welt mit viel Liebe zum Detail, einer großen Portion Humor und einem Hauch Gesellschaftskritik. Dabei schafft er einen Film, der an einigen Stellen überraschend ernst und brutal ist.“
Das österreichische Volksblatt schreibt, Der Junge und der Reiher sei ein „ganz intimer Film über Abschied, Trauer und das Suchen eines Weges, damit umzugehen“ und „eine große Erzählung über Schöpfung, Beginn und Ende eines Lebens, eines ganzen Universums, über alle Höhen und Tiefen des Seins“, gebettet „in Fantasie und Poesie, so dass das Unmögliche zueinanderfindet“. – „Wie immer bei Miyazaki ist die Symbolik überbordend und kaum in ihrer Fülle zu fassen. Doch sich in diese Fantasie fallen zu lassen, ist auch diesmal nicht schwer.“ In den Westfälischen Nachrichten wird der Film als „herrlich frei durch Märchen- und Traumwelten fabulierende Selbstfindungsgeschichte vor düsterem Kriegshintergrund“ beschrieben. Der Anime sei „phasenweise so dunkel-symbolistisch angelegt wie noch keines seiner Werke zuvor, zugleich aber bleibt es so leicht und fabulierfreudig, dass es abenteuerlustige Kinder niemals aus der Kurve des Zumutbaren trägt.“ In „wunderschön impressionistischen Animationen“ zeige Miyazaki „ein Traumszenario, in das man sich bereitwillig fallenlassen kann – auch wenn, ganz nebenbei, harte Themen wie Trauer und Selbstbehauptung verhandelt werden.“
Für Dominic Konrad vom SWR ist der Film ein „teils verkopfter Film, der sich aber dank anrührender Poesie und zauberhafter Ästhetik nahtlos in die Reihe der besten Ghibli-Filme einfügt.“ Die Welt der Geschichte sei „groß, aufregend und fantastisch, doch in sich nicht zu Ende gedacht“ und was Miyazaki erzählen wolle, erschließe sich nicht immer auf den ersten Blick. Der Film sei urtypisch für Miyazaki und zugleich ganz anders, so Die Presse. Er sei vergleichbar mit Akira Kurosawas Episodenfilm Träume und dabei ein „Glück für alle, die Kino schon immer als Wachtraum verstanden“. Doch die gleich zu Beginn etablierte Grundstimmung sei „[d]üster, intensiv, albtraumhaft“ und eine „konventionelle, unmittelbar nachvollziehbare Handlung entwickelt sich nicht“. Der Film folge „über weite Strecken einer eigentümlichen Traumlogik, zusammengehalten von zum Teil esoterischer Metaphorik, kraftvollem Symbolismus, visueller Prägnanz und dem gewohnt gefühlsgewaltigen Orchester-Soundtrack von Miyazakis Stammkomponisten, Joe Hisaishi. Szenen des Schreckens […] wechseln sich ab mit entzückend magischen Momenten.“ Dazu biete der Film „einen erschöpfenden Abriss der Inspirationsquellen seines Urhebers“, aus japanischer Folklore und den Mythen und der Kunstgeschichte Europas.
Das Lexikon des internationalen Films urteilt: „Das einfühlsame, hintergründige und teilweise auch düstere Anime widmet sich ganz der gequälten Seelenwelt eines vom Verlust gezeichneten Jungen.“ und schreibt weiter: „Mit beeindruckenden handgezeichneten Animationen und grenzenloser Fabulierlust entwirft der Film ein faszinierend rätselhaftes Reich, in dem der Protagonist mit seiner eigenen Wirkungsmacht konfrontiert wird.“

### Auszeichnungen
Annie Awards 2023
- Auszeichnung für die beste Character Animation im Kinofilm (Takeshi Honda)
- Auszeichnung für das beste Storyboarding im Kinofilm (Hayao Miyazaki)
- Nominierung als bester Langfilm
- Nominierung für die beste Regie im Kinofilm (Hayao Miyazaki)
- Nominierung für die Beste Filmmusik im Kinofilm (Joe Hisaishi)[36]
- Nominierung für das beste Production Design im Kinofilm (Yoji Takeshige)
- Nominierung für das beste Drehbuch im Kinofilm (Hayao Miyazaki)

Golden Globe Awards 2024
- Auszeichnung als Bester Animationsfilm

Imagine Fantastic Film Festival 2024
- Silver Scream Award

Los Angeles Film Critics Association Awards 2023
- Auszeichnung für die Beste Animation

Chicago Film Critics Association Awards 2023
- Auszeichnung als Bester Animationsfilm

Dallas-Fort Worth Film Critics Association Awards 2023
- Auszeichnung als Bester Animationsfilm

Florida Film Critics’ Circle Awards 2023
- Auszeichnung als Bester Film des Jahres
- Auszeichnung als Bester Animationsfilm des Jahres[42]

San Francisco Film Critics Circle Awards 2023
- Auszeichnung als Bester Animationsfilm

Oscarverleihung 2024
- Auszeichnung als Bester animierter Spielfilm

Ōfuji-Noburō-Preis 2023

## Synchronisation
Die deutsche Synchronisation wurde von FFS Film- & Fernseh-Synchron durchgeführt. Dialogbuch und -regie übernahm Matthias von Stegmann.
| Rolle                      | Japanische Synchronsprecher (Seiyū) | Deutsche Synchronsprecher |
| -------------------------- | ----------------------------------- | ------------------------- |
| Mahito Maki                | Souma Santoki                       | Laurin Lechenmayr         |
| Der Graureiher             | Masaki Suda                         | Thomas Wenke              |
| Himi                       | Aimyon                              | Paulina Rümmelein         |
| Natsuko                    | Yoshino Kimura                      | Laura Maire               |
| Großonkel / Herr des Turms | Shōhei Hino                         | Hans Bayer                |
| Kiriko                     | Ko Shibasaki                        | Caroline Ebner            |
| Shoichi Maki               | Takuya Kimura                       | Manou Lubowski            |
| Älterer Pelikan            | Kaoru Kobayashi                     | Peter Musäus              |
| Der Sittich-König          | Jun Kunimura                        | Ferdinand Dörfler         |
| Aiko                       | Shinobu Ootake                      | Angelika Bender           |
| Eriko                      | Sawako Agawa                        | Manuela Renard            |
| Hisako                     |                                     | Anke Kortemeier           |
| Izumi                      | Keiko Takeshita                     | Uschi Wolff               |
| Oyuki                      |                                     | Dorothea Anzinger         |
| Utako                      | Jun Fubuki                          | Marion Hartmann           |
| Warawara                   | Karen Takizawa                      |                           |
| Kazuko                     |                                     | Bettina Kenter            |